# Wschód, zachód, wschód
Wschód, Zachód, Wschód (alb. Lindje, perëndim, lindje, inny tytuł: East, West, East: The Final Sprint) – albański film fabularny z 2009, w reżyserii Gjergj Xhuvaniego.

## Fabuła
Ilo Zoto w przeszłości uprawiał przez 20 lat wyczynowo kolarstwo, ale zakończył karierę i podjął pracę w sklepie. W 1989 francuska federacja wysyła zaproszenie dla albańskiej drużyny kolarskiej, która ma wystartować w jednym z wyścigów, organizowanych we Francji. Władze Albanii wyznaczają Ilo Zoto, aby zebrał i przygotował drużynę do wyjazdu. Udaje mu się zebrać piątkę kolarzy i wraz z nimi dociera do Triestu. W tym samym czasie w Albanii dochodzi do upadku komunizmu. Kontakt z ambasadą staje się niemożliwy, a drużyna nie może wrócić do Albanii, bo jej granice zostały zamknięte. Środki, które im pozostały pozwalają tylko na jazdę rowerami do Francji. Przez przypadek wyjazd na zawody sportowe kończy się na planie filmu, w którym trener zagra jedną z głównych ról. Po dłuższej wędrówce cała ekipa powraca do Albanii, ale już bez rowerów.
Film realizowano w Albanii, Macedonii, w Muggii i Trieście.

## Obsada
- Ndriçim Xhepa jako trener Ilo Zoto
- Petrit Malaj jako wiceminister
- Gentian Hazizi jako kolarz
- Helidon Fino jako kolarz Gimi
- Lulzim Zeqja jako kolarz Gimondi
- Ervin Bejleri jako kolarz
- Fatjon Pustina jako kolarz
- Marko Bitraku jako Oste
- Nela Lučić jako Cyganka
- Shkumbin Istrefi jako Cygan, kierowca
- Sefedin Nuredini jako Danco
- Oni Pustina jako Ceti
- Romir Zalla jako Niko
- Albana Sanxholli jako Meri
- Valina Muçolli jako Zamira
- Dragana Bošnic-Milenkovska jako oficer jugosłowiański
- Osman Ahmeti jako fryzjer jugosłowiański
- Antonella Caron jako kasjerka
- Irsa Demneri jako malarz
- Mendim Murtezi jako strażnik graniczny
- Vehbi Qerimi jako policjant
- Maurizio Zazchigna jako włoski celnik
- Muzbajdin Kamili-Muci jako Jeroslav

## Nagrody i wyróżnienia
W 2009 otrzymał nagrodę za reżyserię i dla najlepszego aktora (Ndriçim Xhepa) na Międzynarodowym Festiwalu Filmowym w Tiranie. Został także zgłoszony do nagrody Amerykańskiej Akademii Filmowej dla najlepszego filmu nieanglojęzycznego, ale nie uzyskał nominacji.